# Karla Torres
Karla Dayana Torres García (Buenaventura, Colombia; 11 de octubre de 2006) es una futbolista colombiana. Juega como delantera en Leicester City de la FA Women's Super League, máxima categoría del fútbol femenino en Inglaterra. Ha sido internacional con la selección de fútbol de Colombia en categoría sub-20.

## Carrera
Karla empezó a entrenar fútbol en su natal Buenaventura. Al no haber escuelas para niñas de su edad, le tocó entrenar con niñas más grandes. Debido a su estatura y a su talento, se ganó el apodo de "Pedacito".
En 2021, ingresó al club amateur Generaciones Palmiranas. En una de las veedurías del entrenador Carlos Paniagua, Karla destacó y fue convocada para jugar el Campeonato Sudamericano Sub-17 de 2022. En un principio, Karla también jugaría el Mundial Sub-17 India 2022, pero una lesión en uno de los entrenamientos le impidió hacerlo.
En 2022, además, debutó en el fútbol profesional con Independiente Santa Fe, marcando su primer gol el 23 de abril ante Junior.
Para la Liga Colombiana de 2024, Karla sería subcampeona con Santa Fe, habiendo marcado 9 goles, siendo la tercera máxima artillera del torneo. Además, participó en la Copa Mundial Sub-20 Colombia 2024, destacándose en el duelo de cuartos de final ante la Selección de Países Bajos, donde anotó un doblete.

## Participaciones internacionales

### Participaciones en Campeonatos Sudamericanos
| Competición                            | Sede    | Resultado    |
| -------------------------------------- | ------- | ------------ |
| Campeonato Sudamericano Sub-17 de 2022 | Uruguay | Subcampeona  |
| Campeonato Sudamericano Sub-20 de 2024 | Ecuador | Tercer lugar |

### Participaciones en Copa del mundo
| Competición                          | Sede     | Resultado        |
| ------------------------------------ | -------- | ---------------- |
| Copa Mundial Femenina Sub-20 de 2024 | Colombia | Cuartos de final |

## Clubes
Actualizado a 16/09/2024
| Club           | País       | Año         | Partidos | Goles |
| -------------- | ---------- | ----------- | -------- | ----- |
| Santa Fe       | Colombia   | 2022 - 2024 | 25       | 12    |
| Leicester City | Inglaterra | 2025 - Act. |          |       |